# Адад-нірарі III
Адад-нірарі III (аккадською Адад (бог бурі) - це моя допомога) — ассирійський цар, син Шамші-Адада V і Шаммурамат, правив 28 років з 810 по 783 рр. до н.е.

## Правління
В перші п'ять років через юний вік нового царя реальну владу мала його мати. В цей час Ассирія вже не була настільки могутньою державою як за часів Салманасара ІІІ і втратила багато зі своїх колишніх завоювань. Тож коли цар змужнів то розпочав нові війни аби знову захопити їх. Адад-нірарі організував кілька походів на схід та північний схід проти мідян та маніїв навколо Урмії і підкорив ці племена дійшовши аж до Каспійського моря. На зворотному шляху ассирійці завоювали племена верхів'їв Малого Забу, Діяли та Керхе.
За Шамші-Адада V від Ассирії відпала Сирія. У 805 році Адад-нірарі III розпочав військові кампанії для повернення території. Ці кампанії відбувалися між 805 і 803 роками (можливо, також 802), згідно з Ассирійською епонімною хронікою, і вони ознаменували повернення Ассирії в цей регіон після тридцятирічної відсутності, з часів Салманасара III. Адад-нірарі III сплюндрував землі, йому вдалося захопити добре укріплений Дамаск, він змусив місцевих правителів заплатити йому величезну данину, але закріпитися в країні не зміг. Однак відновлення ассирійського панування звільнило місцевих династів (напр. Заккура) від тиску Азаїла та його сина Бен-Хадада ІІІ, царів Дамаска.
У 796 році Адад-нірарі ІІІ знову взяв у облогу Дамаск, та схопив Бен-Хадада ІІІ (Марі), змусивши його здатися (Марі, арамейське слово, що означає «пан», було почесним титулом, що давався царям Дамаска). Саме в цей час цар Ізраїлю Йоас став підвладним Ассирії та почав сплачувати данину. 
Адад-нірарі ІІІ також вів похід у Вавилонію, царі якої вступили у васальні відносини з Ассирією, ставши «покровителем» цієї країни. Цар відправив багаті дари до вавилонських храмів і запровадив у Ассирії культи деяких вавилонських богів, а молодь відправляв до Вавилону навчатися. Завдяки усьому цьому вавилонська культура за правління Адад-нерарі ІІІ справила значний вплив на Ассирію.
Північні війни з Урату були невдалими, більше того цар Мену сам вторгся в Ассирію і захопив землі в долині верхнього Євфрату.
Правління Адад-нірарі ознаменувалося піднесенням сильних, незалежних губернаторів провінцій, які узурпували монархічні прерогативи, розширювали свої територіальні володіння, увічнювали свої діяння в написах, написаних у королівському стилі, та займалися незалежною дипломатією. Найбільш інтригуючим є питання про становище королеви-матері Шаммурамат, яка, здається, мала значний вплив під час правління свого сина. Вона з'являється разом із сином у кількох написах, що незвично, але немає жодних доказів, які б підтверджували постулат про те, що вона була регенткою протягом перших чотирьох років правління Адад-нірарі ІІІ.